# 岡山ジャンクション

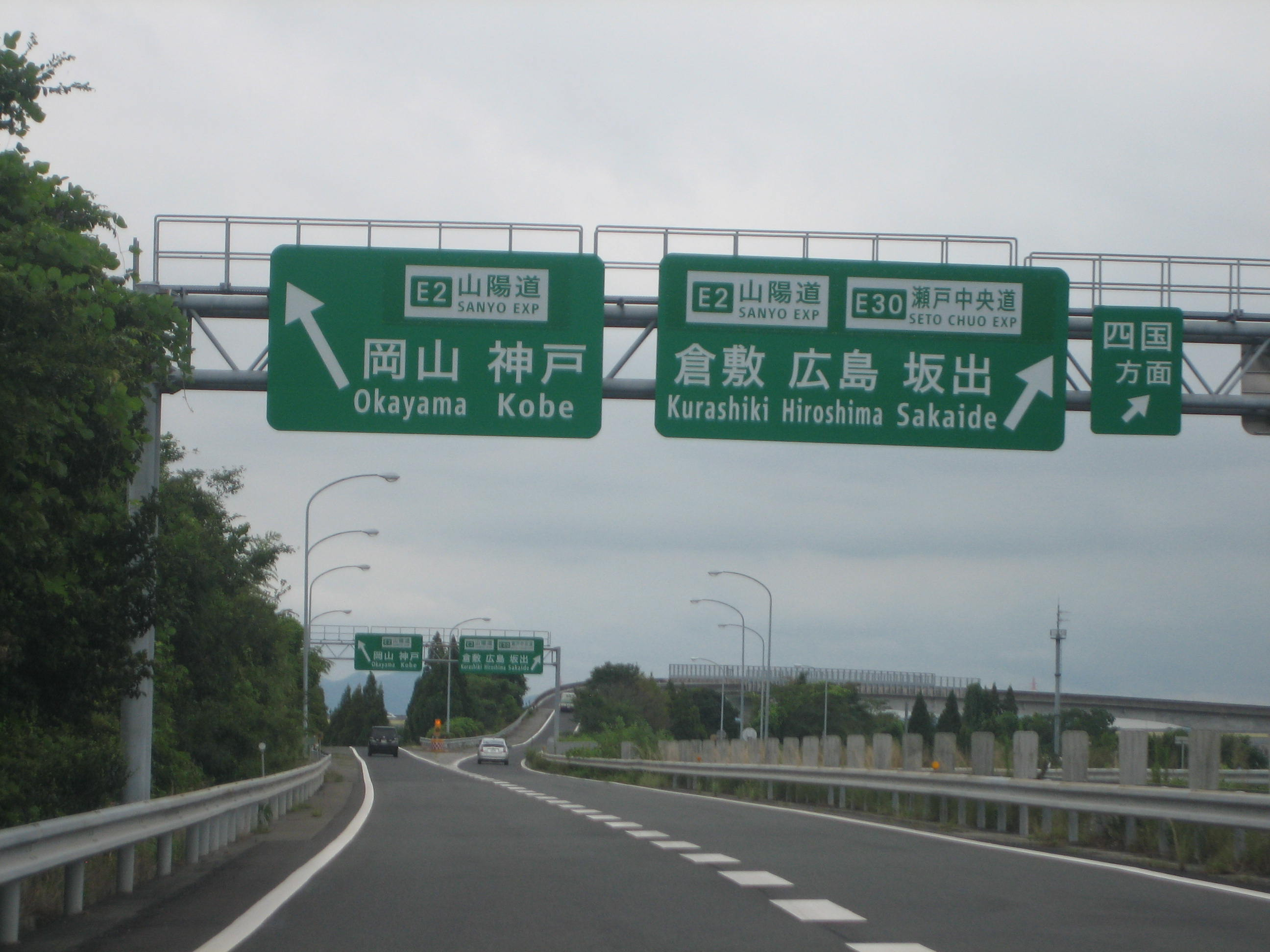
岡山JCTの案内板(岡山道方面から)

岡山ジャンクション（おかやまジャンクション）は、岡山県岡山市北区津寺にあるジャンクションである。

## 歴史
- 1991年（平成3年）3月16日 : 山陽自動車道の岡山JCT - 倉敷JCT間および岡山自動車道の岡山JCT - 岡山総社IC間の開通に伴い供用開始[1]。
- 1993年（平成5年）3月31日 : 山陽自動車道の岡山IC - 岡山JCT間が開通[1]。

## 接続する道路
- E2 山陽自動車道
- E73 岡山自動車道

## 隣
E2 山陽自動車道
(14) 岡山IC - (14-1) 吉備SA/SIC - (15) 岡山JCT - (16) 倉敷JCT - (17) 倉敷IC
E73 岡山自動車道
(15) 岡山JCT - (1) 岡山総社IC